# Soeren Oliver Voigt
Soeren Oliver Voigt (* 8. August 1969 in Dortmund) ist ein deutscher Fußballfunktionär.

## Leben
Voigt studierte an der University of Edinburgh Mental Philosophy und schloss das Studium mit dem Grad Master of Arts ab. Voigt ist ehemaliger Hockey-Spieler.

## Karriere als Fußballfunktionär
Voigt war seit 15. Januar 2001 bei Eintracht Braunschweig tätig, zunächst bis 2008 als Geschäftsführer der Eintracht-Marketing GmbH, dann, nach der Ausgliederung der Profifußballabteilung, der neu gegründeten Eintracht Braunschweig Management GmbH (die als geschäftsführende Komplementärin des Fußballunternehmens Eintracht Braunschweig GmbH & Co KGaA fungiert). Zum 31. Januar 2019 wurde Voigts Vertrag, auf sein Betreiben hin, bei Eintracht Braunschweig aufgelöst.
Am 3. Dezember 2019 wurde Voigt zum neuen Geschäftsführer der 1. FC Kaiserslautern Management GmbH, der geschäftsführenden Komplementärin der 1. FC Kaiserslautern GmbH & Co KGaA, bestellt, wo er Michael Klatt und Martin Bader ablöste und fortan für den kaufmännischen sowie den sportlichen Bereich verantwortlich war. Nach der Verpflichtung von Thomas Hengen als Sport-Geschäftsführer zum 1. März 2021 war er nur noch für den kaufmännischen Bereich zuständig.
Anfang November 2021 trat Voigt laut Pressemitteilung aus persönlichen Gründen von seinem Posten zurück. Der SWR berichtete, dass die Trennung aufgrund unterschiedlicher Auffassungen zur strategischen Ausrichtung des Vereins erfolgte.
Zwischen 2016 und 2018 war Voigt zudem Mitglied des Präsidiums der Deutschen Fußball Liga sowie Vorstandsmitglied des Deutschen Fußball-Bundes.